# Ксерксов канал
Ксерксов канал (Ксерксис, греч. Διώρυγα του Ξέρξη) — древний судоходный канал в самом узком месте полуострова Акта (ныне Айон-Орос), построенный в 480 году до н. э. по приказу персидского царя Ксеркса I во время греко-персидских войн. Соединял Аканфский (ныне Иерисос) и Сингитский (ныне Айон-Орос) заливы. О канале сообщали Геродот и Фукидид. Один из немногих памятников, оставленных персами в Европе. До 1920-х годов по руслу канала проходила граница Афона.
Высохшее русло «Ксерксова канала» видно на юге западнее деревни Трипити на побережье бухты Провлакас (όρμος Πρόβλακας), на севере — восточнее современной деревни Неа-Рода.
В 492 году до н. э. во время первой греко-персидской войны у полуострова Айон-Орос потерпела крушение большая часть персидского флота под предводительством Мардония, которую северо-восточный ветер выбросил на южные скалы Афона. Погибло 300 кораблей и 20 тысяч человек. Поэтому Ксеркс I заранее приказал прорыть канал для своих судов при подготовке к греческому походу. Геродот говорит, что Ксерксом двигало тщеславие: «Он желал показать свое могущество и воздвигнуть себе памятник». Ширина перешейка 12 стадий. Перешеек гладкий, только с незначительными холмами. Канал рыли три года воины и местные жители. Руководили работами персы Бубар, сын Мегабаза, и Артахей (Αρταχαίης), сын Артея.
Начальник строительства Артахей скончался, когда Ксеркс находился в Аканфе. Артахей происходил из рода Ахеменидов. Царь приказал устроить ему пышные похороны. Над могилой воины насыпали курган. Артахея жители Аканфа почитали как героя.
Исследования, проведённые британскими и греческими инженерами в 2008 году, показали точное местоположение и размеры канала. Длина канала составляет 2 километра, ширина 30 метров, а его максимальная глубина оценивается в 15 метров. Археологические исследования показали, что сразу после использования Ксерксом канал был заброшен.

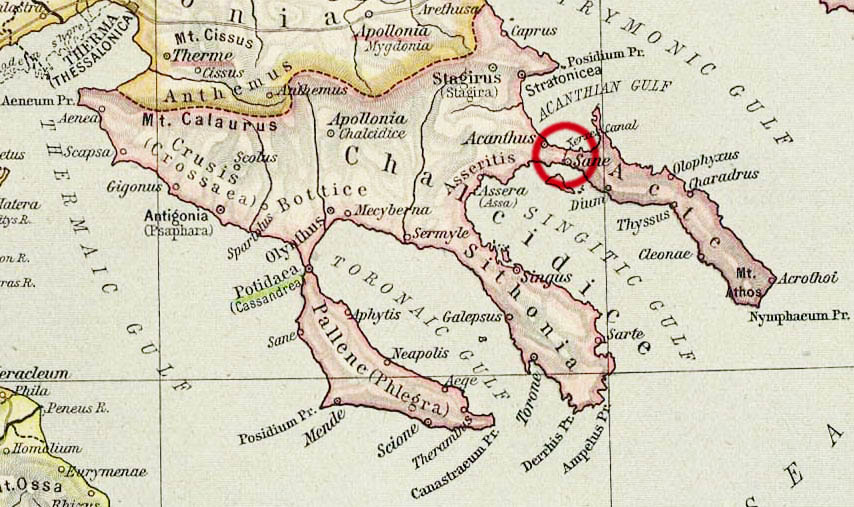
Карта с указанием положения канала
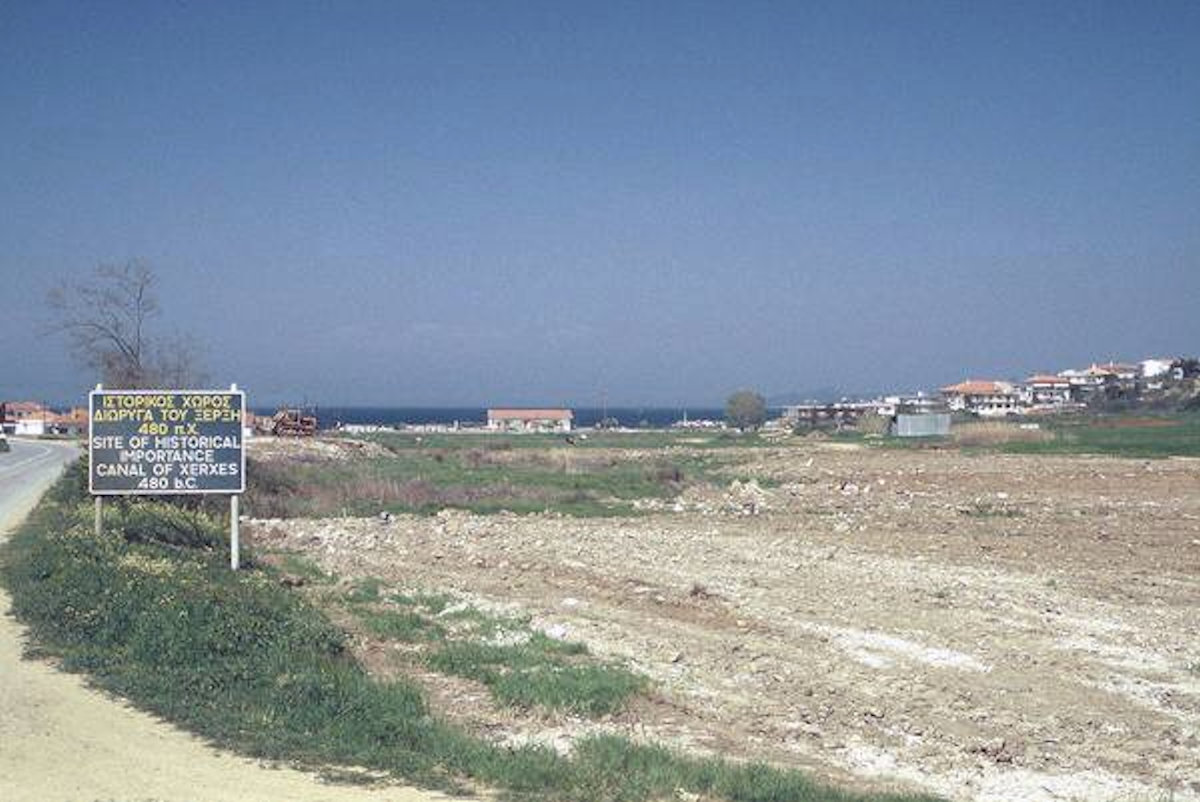
Высохшее русло «Ксерксова канала»
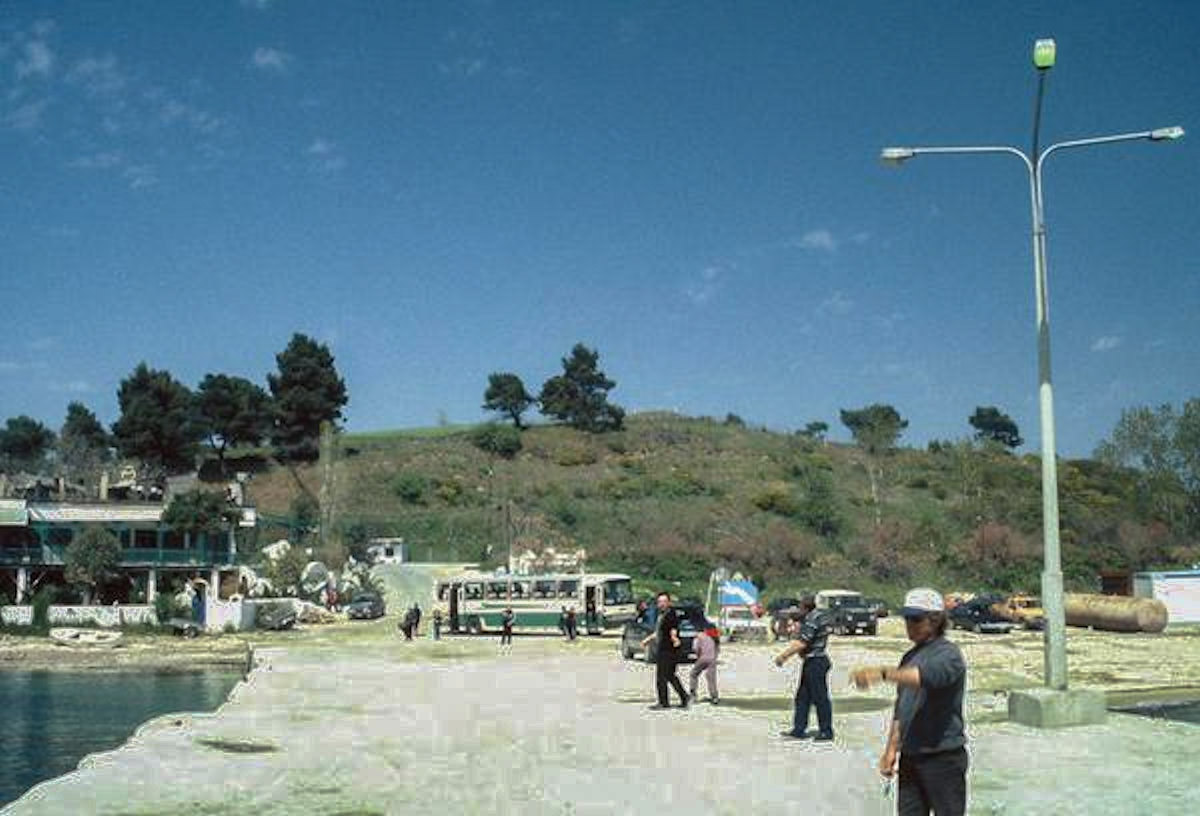
Курган у южного конца канала